# リーマンサットスペーシズ
一般社団法人リーマンサットスペーシズとは、CubeSatの開発と打ち上げを予定する有志による民間宇宙団体。

## 概要
2014年12月に5人のメンバーで発足してリーマンサットプロジェクトとして活動していたが、2016年12月に一般社団法人になった。開発中の衛星の名称は当初はRS-00だったが、ソビエトがかつて打ち上げた衛星と紛らわしいということでRSP-00に変更された。現在では120人が内蔵の小型アーム展開による自撮り機能を備える衛星RSP-01の開発に力を注ぎ、2018年の打ち上げを目指す。
2023年 代表理事を宮本卓から後藤悠へ変更